# Peter Jonker
Peter Gustaaf Jonker (Amersfoort, 1973) is een Nederlandse sterrenkundige die onderzoek doet naar zwarte gaten. Hij is hoogleraar observationele hoge-energieastrofysica aan de Radboud Universiteit in Nijmegen.

## Opleiding en carrière
Jonker studeerde in 1997 af in de astrofysica aan de Universiteit Utrecht. Hij promoveerde in 2001 aan de Universiteit van Amsterdam bij promotor Michiel van der Klis. De titel van zijn proefschrift was Probing low-mass X-ray binaries with X-ray timing. 
Jonker werkte van 2001 tot 2003 aan de Universiteit van Cambridge (Verenigd Koninkrijk) en was van 2005 tot 2014 verbonden aan het Harvard–Smithsonian Center for Astrophysics (Verenigde Staten). Vanaf 2005 is hij onderzoeker bij het Nederlandse instituut voor ruimteonderzoek SRON. Sinds 2009 is hij daarnaast in dienst bij de Radboud Universiteit. In 2009 werd Jonker universitair docent aan de Radboud Universiteit, in 2014 universitair hoofddocent, in 2017 bijzonder hoogleraar en in 2020 gewoon hoogleraar. Hij hield in 2018 een inaugurele rede over de aantrekkingskracht van zwarte gaten.

## Onderzoek
Jonker onderzoekt zwarte gaten en zogeheten transients. Dat zijn neutronensterren of andere zware, kleine sterrenkundige objecten die opeens zichtbaar worden en maar even zichtbaar blijven. Jonker zoekt onder andere naar middelzware zwarte gaten. In 2016 ontdekte hij in een team wetenschappers dat ASASSN-15lh een roterend superzwaar zwart gat is dat langzaam een ster uiteenscheurt. In 2020 leidde hij een team dat aantoonde dat sterren die door zwarte gaten worden verzwolgen eerst zichtbaar licht uitralen en daarna röntgenlicht. Verder is Jonker de hoofdwetenschapper van het door de Radboud Universiteit geleide BlackGEM-project met drie telescopen in Chili. In 2021 startte hij met een groep wetenschappers van BlackGEM een project waarbij burgers kunnen helpen bij het analyseren van de flitsjes en lichtsporen die door de telescopen in Chili worden verzameld.

## Prijzen en onderscheidingen
- Marie Curie fellow (2001-2003)
- Charles and Katharine Darwin fellow (2002-2003)
- NASA Chandra fellow (2003-2005)
- Veni-beurs (2005-2007)
- Vidi-beurs (2008-2012)
- ERC Consolidator (2015-2019)